# Allen Weisselberg
Allen Howard Weisselberg (Brooklyn (New York), 15 augustus 1947) is een Amerikaans zakenman. Hij is de financieel directeur van The Trump Organization.
Weisselberg en Donald Trump jr. fungeren als de twee enige curatoren van de maatschappij, wat hen tot de enige mensen maakt die de details kennen van de financiën van het Trumpfonds.

## Afkomst en opleiding
Weisselberg werd geboren in Brooklyn, New York en groeide op in de wijk Brownsville in Brooklyn. Hij ging naar de Thomas Jefferson High School en behaalde een accountancy graad aan het Pace College in 1970. Hij is van Joodse afstamming.

## Loopbaan
Na zijn scholing ging Weisselberg als accountant in de jaren zeventig werken voor vastgoedmagnaat Fred Trump. Tegen de late jaren tachtig werd hij controller van de organisatie en werkte hij onder CFO Stephen Bollenbach. In 2000 werd Weisselberg benoemd tot hoofd van de financiële afdeling en vicepresident van Trump Hotels & Casino Resorts. Hij fungeert ook als penningmeester van de Donald J. Trump Foundation en hij beheert ook de uitgaven van het huishouden van het gezin Trump.
Weisselberg regelde ook voor de The Trump Organization de maandelijkse vergoeding van $35,000 aan Michael Cohen ten behoeve van Cohens uitbetaling van zwijggeld aan porno-actrice Stormy Daniels.
Op 11 januari 2017 werd aangekondigd dat Weisselberg naast Eric Trump en Donald Trump jr. zou gaan fungeren als zaakwaarnemer van The Trump Organization, zolang Donald Trump het ambt van President van de Verenigde Staten opneemt.
Op 4 april 2017 onthulde ProPublica dat Eric Trump was teruggetreden als zaakwaarnemer naar de rol van adviseur, hetgeen inhoudt dat Donald Trump jr. en Weisselberg de enige zaakwaarnemers zijn. De publicatie maakt duidelijk dat deze zaakwaarnemers de enige mensen zijn die de financiële details van The Trump Organization kennen.
Omstreeks juli 2018 werd Weisselberg gedagvaard om te getuigen voor de Federale Grand Jury van het Gerechtshof van het Zuidelijke District van New York.
Op 24 augustus 2018 meldde The Wall Street Journal dat Weisselberg immuniteit was verleend door federale aanklagers van strafrechtelijke onderzoek naar Michael Cohen.

## Strafvervolging
De aanklager van het New York County district, Cyrus Vance jr., stelde een onderzoek in naar Weisselberg. Toen het federale onderzoek in juli 2019 door het Hof van het zuidelijk district van New York werd beëindigd, vaardigde Vance nieuw dagvaardingen uit wegens de kwesties over de betaling van zwijggeld. Weisselberg's federale immuniteit strekt zich niet uit tot onderzoek op het niveau van staten.'
Vance startte zijn strafrechtelijk onderzoek op in februari 2021, nadat het Hooggerechtshof Trumps accountants machtigde om diens persoonlijke en zakelijke belastinggegevens aan hem te verstrekken.
Vervolgens spitste Vance zijn onderzoek toe op zowel Weisselberg, als op de zonen van de voormalige president, Donald Trump jr. en Eric Trump, vermoedelijk met de bedoeling om Weisselberg onder druk te zetten om te “kantelen" en te getuigen tegen zijn werkgever.
The New York Times meldde dat de onderzoekers een getuige hadden ondervraagd over Weisselberg’s zonen, te weten Barry, die het bedrijf Wollman Rink had geleid, en Jack, die werkt bij Ladder Capital, een geldschieter van de Trump Organization.
Omstreeks maart onderzochten aanklagers financiele bestanden van Weisselberg en zijn gezinsleden. Zijn voormalige schoondochter Jen Weisselberg, die van 2004 tot 2018 getrouwd was met Barry Weisselberg,legde talrijke documenten over aan de districtsaanklager van Manhattan, die in mei 2021 – naast andere aangelegenheden - onthulden hoe sommige Trump-medewerkers compensatie ontvingen in de vorm van onroerend goed in.
CNN rapporteerde in mei 2021 dat de Algemene aanklager van de staat New York enkele maanden eerder een strafrechtelijk onderzoek had geopend naar Weisselberg. Het onderzoek werd voortgezet door de Aanklager van het district Manhattan. In juni werd hij door een Grand jury gehoord over tegen hem ingebrachte bewijzen. Weisselberg stelde zich ter beschikking van het bureau van de Aanklager van het Manhattan District in New York op 1 juli 2021, enkele uren voordat de aanklacht van de Grand jury tegen hem en de Trump Organization werden ontzegeld. Weisselberg worden 15 misdrijven ten laste gelegd wegens het ontwijken van 1,76 miljoen dollar aan belastingbetalingen over 15 jaar.
Op 10 januari 2023 werd Weisselberg wegens belastingfraude veroordeeld tot 5 maanden gevangenisstraf met onmiddellijke ingang.

## Privé
In 1978 kocht Weisselberg een bescheiden boerderijachtig huis in Wantagh- New York. Een gehucht in een buitenwijk van Long Island (New York)'s Nassau County; dit bleef zijn hoofdverblijf tot 2013, waarna hij en zijn vrouw Hillary het pand voor 468.000 dollar verkochten en verhuisden naar een luxueus appartement op een hoge verdieping van het nieuw ontwikkelde woontoren-project van de Trump-organization, Riverside South in de Upper West Side van Manhattan.
In 2002 kocht het paar een vakantiehuis in Boynton Beach (Florida). Voormalig schoondochter Jennifer Weisselberg heeft bevestigd dat Donald Trump zich tijdens de familiebijeenkomst in 2004 misprijzend uitte over de "Wantagh-woonstee. Zij voegde daaraan toe: "Hij heeft meer gevoel en adoratie voor Donald dan voor zijn vrouw..... Voor Donald is het “business”, maar voor Allen is het een “love affair”.
Weisselberg’s zoon Jack is ontwikkelaar van financiële producten bij Ladder Capital, een bedrijf dat als geldschieter opereerde voor de Trump-organisatie. De andere zoon, Barry Weisselberg, beheert de ijsbanen van de organisatie in Central Park.
Allen Weisselberg trad op als rechter in de zevende aflevering van het tweede seizoen van de tv-uitzending The Apprentice.